# Dubautia waialealae
Dubautia waialealae Rock è una pianta della famiglia delle Asteracee, endemica delle isole Hawaii.

## Distribuzione e habitat
La specie è endemica dell'isola di Kauai, dove popola ambienti di torbiera sulla sommità del monte Waialeale, con precipitazioni annue di 960–1000 cm, ad altitudini comprese tra 1450 e 1600 m.